# NGC 4528
NGC 4528 ist eine linsenförmige Galaxie vom Hubble-Typ SB0 im Sternbild Jungfrau auf der Ekliptik. Sie ist schätzungsweise 59 Millionen Lichtjahre von der Milchstraße entfernt.
Das Objekt wurde am 15. März 1784 von dem deutsch-britischen Astronomen Wilhelm Herschel entdeckt.